# Geradewegfederung

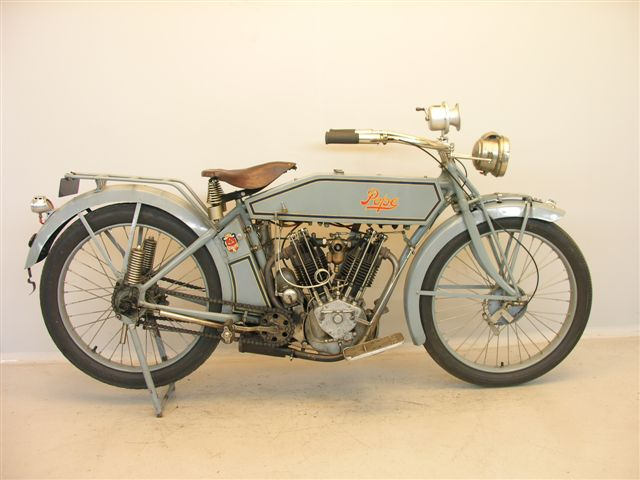
Pope Modell L (1914)

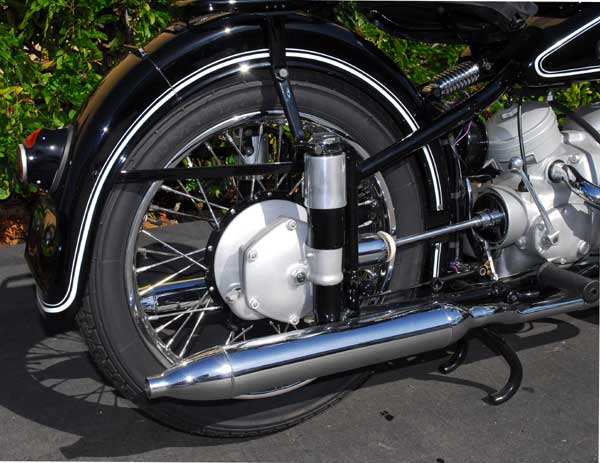
BMW R 51 mit Geradewegfederung

Die Geradewegfederung war eine Bauart der Hinterradaufhängung vor allem bei Motorrädern, bei der das Hinterrad von einer senkrecht oder leicht schräg gestellten Geradführung geführt wird. In der Vorkriegszeit wurde diese Art der Federung auch bei einigen drei- und vierrädrigen Fahrzeugen verwendet, beispielsweise von Morgan, und an der Vorderachse des Lancia Appia bis 1963.

## Geschichte und Technik
Als eines der ersten Motorräder mit Geradewegfederung gilt das 1913 erschienene Modell L der amerikanischen Pope Manufacturing Company. Die als „Pope Helical Tension Spring Frame“ bezeichnete Schraubenfeder-Konstruktion wurde bis 1918 gebaut. 1919 stellte der britische Hersteller Wooler die  Geradewegfederung sowohl am Hinterrad als auch am Vorderrad vor.
Erst in den 1930er-Jahren wurde das Prinzip der Geradewegfederung wieder aufgenommen:
- 1936: Norton, bei einer Rennmaschine mit hydraulischem Dämpfer[4]
- 1938: BMW (R 66 und R 51), Brough Superior Dream
- 1939: Ariel mit der Square Four,
- 1940: Indian bei allen Modellen.

Nach dem Zweiten Weltkrieg wurde diese Art der Hinterradfederung von vielen Motorradherstellern angeboten, ungefederte Ausführungen traten in den Hintergrund. Der Hersteller Jurisch bot die Geradewegfederung in den 1950er-Jahren auch als Nachrüstsatz an.
Bereits vorher hatte Josef Illichmann in Wien (siehe auch Austria-Alpha) Geradwegfederungen zum Nachrüsten angeboten, die in Deutschland von Jurisch, Nürnberg, eingebaut werden konnten; seit 1953 gab es bei Illichmann eine „Radial-Hinterradfederung“ zum Nachrüsten, die mit bogenförmigem Verlauf der Radführung weniger Schwankungen der Kettenspannung beim Ein- und Ausfedern erbrachte.
Mit vergleichsweise wenig Konstruktions- und Bauaufwand ließ sich die Geradewegfederung in die typischen Starrrahmen der 1930er-Jahre einbauen. Die konstruktionsbedingt kurzen Federwege zwischen 50 und 80 mm hielten jedoch den Komfortzuwachs in Grenzen. Ende der 1950er-Jahre löste die schon seit den 1910er-Jahren bekannte Hinterradschwinge die Konstruktion der Geradewegfederung ab; bereits 1911 war beim Modell NSU 2 1/2 der hintere Teil des Rahmens als Schwinge ausgelegt.